# Список R&B-синглов № 1 в США в 2025 году
Список R&B синглов № 1 в США в 2025 году составлен на основе еженедельного хит-парада лучших песен в стилях ритм-энд-блюз и хип-хоп в США 2025 года, публикуемого американским журналом Billboard, начиная с 1942 года.

## История
| Дата       | Песня         | Исполнитель                   | Ссылка |
| ---------- | ------------- | ----------------------------- | ------ |
| 4 января   | «Luther»      | Кендрик Ламар при участии SZA | [ 2 ]  |
| 11 января  | «Luther»      | Кендрик Ламар при участии SZA | [ 3 ]  |
| 18 января  | «Luther»      | Кендрик Ламар при участии SZA | [ 4 ]  |
| 25 января  | «Luther»      | Кендрик Ламар при участии SZA | [ 5 ]  |
| 1 февраля  | «Luther»      | Кендрик Ламар при участии SZA | [ 6 ]  |
| 8 февраля  | «4x4 (песня)» | Трэвис Скотт                  | [ 7 ]  |
| 15 февраля | «Luther»      | Кендрик Ламар при участии SZA | [ 8 ]  |
| 22февраля  | «Not Like Us» | Кендрик Ламар                 | [ 9 ]  |